# Lisette Teunissen
Lisette Teunissen (Rotterdam, 18 februari 1986) is een Nederlands zwemster.  
Teunissen doet al jaren aan zwemmen, met name de 50 en 200 meter vrije slag en de 50 meter rugslag zijn haar specialiteit, ze kwam in 2008 voor Nederland uit op de Paralympische Zomerspelen in Peking, waar ze vierde werd op de 50 meter rugslag en vijfde op de 200 meter vrije slag. 
Tijdens het Open NK 2011 in Eindhoven wist Teunissen zich te kwalificeren voor de Paralympische Zomerspelen 2012 in Londen.
Teunissen heeft een spierziekte HMSN (type II) genaamd, waardoor ze rolstoelgebonden is. In het dagelijks leven volgt zij een studie Rechten op HBO-niveau.

## Erelijst
- 2006 - Durban; WK, 200 meter vrije slag, vijfde plaats
- 2006 - Durban; WK, 50 meter rugslag, vijfde plaats
- 2008 - Peking; Paralympische spelen, 50 meter rugslag vierde plaats.
- 2008 - Peking; Paralympische spelen, 200 meter vrije slag, vijfde plaats.
- 2012 - Londen; Paralympische spelen, 50 meter rugslag,
- 2012 - Londen; Paralympische spelen, 200 meter vrije slag, vijfde plaats
- 2012 - Londen; Paralympische spelen, 50 meter vrije slag, achtste plaats, Paralympisch Record klasse S4